# رايموند كورلي فيشر
رايموند كورلي فيشر (بالإنجليزية: Raymond C. Fisher)‏ هو قاضي أمريكي، ولد في 12 يوليو 1939 في أوكلاند في الولايات المتحدة.

## وصلات خارجية
- رايموند كورلي فيشر على موقع إن إن دي بي (الإنجليزية)